# Gruta da Tia Adelaide
A Gruta da Tia Adelaide é uma gruta portuguesa localizada na freguesia da Ribeirinha, concelho das Lajes do Pico, ilha do Pico, arquipélago dos Açores.
Esta cavidade apresenta uma geomorfologia de origem vulcânica em forma de tubo de lava com um comprimento de 150 m.